# Publio Sulpicio Lucrecio Barba
Publio Sulpicio Lucrecio Barba (en latín: Publius Sulpicius Lucretius Barba) fue un senador romano que vivió a finales del siglo I y principios del siglo II y desarrolló su cursus honorum bajo los reinados de Domiciano, Nerva, y Trajano.
Por un diploma militar, que está fechado en mayo del año 99, hay evidencia de que Lucrecio Barba fue cónsul sufecto en el año 99 junto con Seneción Memio Áfer. Un fragmento del Fasti Feriarum Latinarum muestra que eran cónsules el 28 de junio; por tanto, ambos ocuparon su cargo de mayo a junio de ese año.